# 奇肱人

奇肱人

奇肱人（きこうじん）は中国に伝わる伝説上の人種である。古代中国では西方に位置する国に棲んでいたとされる。

## 概説
古代中国の地理書『山海経』の海外西経によると、奇肱国は三身国・一臂国の北にあり、奇肱人は人間の姿をしているが腕がひとつしかなく、また目が三つあるとされている。馬に乗って移動をするという。
類書である王圻『三才図会』では、奇肱人は殷の湯王の時代に飛車（ひしゃ）という風力によって動く乗り物を造り、それに乗って移動をしたことがあるという解説が記されている。こちらでは、どのような姿をしているのかといった描写は無く、載せられている絵では通常の人間の姿で描かれている。日本の『和漢三才図会』や奈良絵本『異国物語』などでもこの解説や描写は使われている。
ホルヘ・ルイス・ボルヘス『幻獣辞典』では、三眼一臂で飛車というものに乗るという『太平広記』に収録された古文を典拠とした解説が記されている。

## 飛車
『三才図会』などには風によって移動が出来たという描写が記されているのみであり、『三才図会』および『和漢三才図会』『異国物語』などに描かれている飛車の形状などについては想像によるものであると考えられる。